# 初対面トークショー!! 内村カレンの相席どうですか
『内村カレン』（うちむらカレン）シリーズは、フジテレビ系列で2018年から2021年まで不定期に放送されていたバラエティ番組である。ウッチャンナンチャンの内村光良と滝沢カレンの冠番組。
第5回までの正式タイトルは『初対面トークショー!! 内村カレンの相席どうですか』（はつたいめんトークショー うちむらカレンの あいせきどうですか）で、トークバラエティ番組として放送された。第6回の正式タイトルは『内村カレンの超社会科見学』になり、内容も大幅に変更された。

## 概要
内村光良がMC、滝沢カレンがリーダー役を務める。
第5回までは『初対面トークショー!! 内村カレンの相席どうですか』のタイトルで、滝沢の進行のもとメインゲストとゲストの“いま会いたい人”や“ちょっと気になる人”を相席させて、新しい出会いからゲストの交友関係を広げていくトークバラエティ番組として放送された。
第6回は『内村カレンの超社会科見学』と改題し、ひとつのことに全てを捧げて生きる女性たちの仰天生活に迫るバラエティー番組として放送された。

## 出演者
メインMC
- 内村光良（ウッチャンナンチャン）

リーダー（進行）
- 滝沢カレン

アシスタント
- 吉村崇（平成ノブシコブシ） - 第5回まで
- 近藤春菜（ハリセンボン）- 第3回以降
- 小峠英二（バイきんぐ）- 第4回
- 柴田英嗣（アンタッチャブル） - 第6回

ゲスト
- メインゲスト・相席ゲストが数名出演。
第1回
長嶋一茂：須田亜香里（SKE48）、ボンボンTV、ひし美ゆり子
近藤春菜（ハリセンボン）：モデルや俳優などイケメン3人、ラーメン屋の店主
葵わかな：高橋真麻、田中要次
第2回
水川あさみ：半田悠人、丸山礼
バカリズム：SHELLY、熊田曜子
IKKO：十朱幸代
第3回
3月27日（第1夜）東山紀之：武田真治、究極のお米農家＆卵の生産者
3月28日（第2夜）三村マサカズ：芦田愛菜、永野芽郁
3月29日（第3夜）広瀬アリス：花江夏樹、しゅんしゅんクリニックP／みやぞん：異色の夫婦
3月30日（第4夜）佐藤二朗：菊池桃子、田原総一朗、森永卓郎、荻原博子
第4回
寺島進、大森慶宣（一筆書きアーティスト）、中華料理2000年の店主
滝沢カレンの人生相談どうですか？：成立学園中学・高等学校の生徒
第5回
香取慎吾：八木優希、伊藤淳史、ミルクボーイ、フワちゃん、ぺこぱ
菅野美穂：叶姉妹、石田ひかり、星野真里、ギャル曽根
三浦翔平：田中真弓
滝沢カレンの人生相談どうですか？：東大生
Matt：近藤春菜と夜の銀座でロケ
第6回
スタジオゲスト：池田美優、志田未来、北斗晶
VTR出演：柳原可奈子、若槻千夏ほか

## 放送データ
| 回数  | 放送日                                                                                          | 放送時間（JST）             | 備考                                                                                   |
| ----- | ----------------------------------------------------------------------------------------------- | --------------------------- | -------------------------------------------------------------------------------------- |
| 第1回 | 2018年7月13日（金曜日）                                                                         | 23:00 - 翌0:10              |                                                                                        |
| 第2回 | 2019年1月3日（木曜日）                                                                          | 23:49 - 翌0:49              |                                                                                        |
| 第3回 | 2019年3月27日（水曜日） 2019年3月28日（木曜日） 2019年3月29日（金曜日） 2019年3月30日（土曜日） | 23:00 - 23:40 23:10 - 23:40 | 『フジテレビ開局60周年記念WEEK』の一環として、 4夜連続でフジテレビ開局60周年SPを放送。 |
| 第4回 | 2019年7月7日（日曜日）                                                                          | 16:00 - 17:25               | こんな相席どうですか？SP                                                               |
| 第5回 | 2020年2月1日（土曜日）                                                                          | 21:00 - 23:10               | こんな相席どうですか？SP 土曜プレミアム枠で放送。                                      |
| 第6回 | 2021年11月15日（月曜日）                                                                        | 19:00 - 21:00               | この回から『内村カレンの超社会科見学』として放送。                                     |

## 番組テーマソング
- YUKI「Hello !」

## スタッフ
第5回（2020年2月1日放送）
- 制作統括：濱野貴敏（フジテレビ）
- 構成：大井達朗
- TP：高瀬義美
- SW：上田軌行、池田幸弘（池田→第2,5回）
- CAM：小出豊（第5回）、吉原喜久（第1,3,5回）
- VE：原啓教（第5回）
- 音声：松原瑞貴
- 照明：三觜繁
- 美術制作：副島翔太郎（フジテレビ）
- 美術デザイン：鈴木賢太（フジテレビ）
- アートコーディネーター：西嶋友里
- 大道具：裏隠居徹、山田佑弥
- 電飾：白鳥雄一
- 装飾：門間誠
- アクリル装飾：斉藤祐介（第5回）
- 生花装飾：荒川直史
- メイク：山田かつら
- 編集：木村信彦（第5回）
- MA：小林由愛子
- 音響効果：松長芳樹
- CGデザイン：木本禎子（フジテレビ）
- TK：色摩涼
- 技術協力：ニユーテレス、fmt、JAPAN MEDIA CREATE、factory.、東京オフラインセンター、共テレ（共テレ→第5回）
- 編成：赤池洋文（フジテレビ）
- 広報：瀬田裕幸（フジテレビ、第5回）
- デスク：小林琴美
- リサーチ：リベラス
- AP：二階堂恵（てっぱん、第5回）
- FD：趙成享（第3回-）
- ディレクター：徳江雄一、塩澤駿介、佐々木崇人、長谷川美典、登内翼斗、忍穂井綾（クリーク・アンド・リバー社）（登内・佐々木→フジテレビ、佐々木→第1,2,5回、登内→第3回-、塩澤・長谷川→第5回）
- GP：佐久間茂、黒木彰一（佐久間・黒木→フジテレビ、佐久間→第3回はプロデューサー、黒木→第5回）
- プロデューサー：堀川香奈、情野誠人（堀川・情野→フジテレビ、情野→第5回）、岡本計（てっぱん、第5回）、田岸宏一（クロスエイト）
- 演出・チーフプロデューサー：木月洋介（フジテレビ）
- 制作協力：てっぱん
- 制作：フジテレビ編成制作局制作センター第二制作室（第3回まで編成局制作センター第二制作室）
- 制作著作：フジテレビ

### 過去のスタッフ
- 構成：桜井慎一（第1-3回）
- SW：伊郷憲二（第1回）
- VE：齋藤雄一（第1-3回）
- アクリル装飾：谷口航平（第1-3回）
- 編集：吉川豪、水元綾子（吉川・水元→第1-3回）、山﨑稔、多田淳、大江喜拓也（山崎以降→第3回・第4夜は不参加）
- フードコーディネーター：永井麻希江（第1,2回）
- 広報：守田美穂（第1-3回、フジテレビ）
- FD：坪井一季（第1,2回、フジテレビ）、林夏姫、大貫隼斗（大貫→アントラッシュ、林・大貫→第3回）
- ディレクター：伊澤洋介（第1-3回）
- 演出：川俣和也（第1-3回、てっぱん）
- プロデューサー：西村宗範（第1-3回、フジテレビ）、佐藤理恵（第1-3回、てっぱん）